# Gegantons Avi d’Orient i Àvia Orfila
Els Gegantons Avi d'Orient i Àvia Orfila són una parella de gegantons entranyables que representen un vellet fantàstic vingut de l'Orient llunyà, vestit de mag, i una velleta de l'antiga vila de Sant Andreu de Palomar. La llegenda explica que els reis de l'Orient van portar un avi a un nen de la colla gegantera i per això la figura masculina té aquest nom. La peça femenina l'anomenen Orfila en honor de la plaça del barri on hi ha l'antiga casa de la vila de Sant Andreu.
La parella de gegantons són propietat de la família Jové Tarrida, que els cedí a la Germandat de Trabucaires, Geganters i Grallers de Sant Andreu de Palomar. Aquestes figures lleugeres escauen perfectament als més menuts de la colla. S'encarregaren a l'artista Francesc Jové, que els enllestí entre el 1999 i el 2000. De seguida es presentaren i des d'aleshores no han deixat de sortir en les dates assenyalades del barri, sobretot per la festa major —a final de novembre— i en més trobades de fora on són convidats.
Les figures s'han hagut de remodelar unes quantes vegades des que es van crear perquè els materials amb què havien estat construïdes primer s'han anat degradant amb el pas dels anys i amb les nombroses eixides que han fet.
Els gegantons avis andreuencs tenen ball propi: «Sol solet», cançó popular arranjada per Enric Montsant. La coreografia que fan ha estat pensada per la mateixa Germandat de Trabucaires, Geganters i Grallers de Sant Andreu de Palomar, que s'encarrega de portar-los.
Quan no surten, l'Avi d'Orient i l'Àvia Orfila són exposats permanentment al Centre Municipal de Cultura Popular de Sant Andreu, a la plaça de Can Galta Cremat.